# 2024 en Pologne
Chronologie de la Pologne
- 2020
- 2021
- 2022
- 2023
- 2024
- 2025
- 2026
- 2027
- 2028

Cet article présente les faits marquants de l'année 2024 en Pologne.

## Évènements

### Janvier
- 9 janvier : L’ancien ministre de l’Intérieur Mariusz Kaminski et son adjoint de l’époque Maciej Wąsik (en) sont arrêtés par la police à l’intérieur du palais présidentiel à Varsovie à la suite d’un litige juridique concernant leur condamnation et leur grâce pour abus de pouvoir.  Ils sont graciés une seconde fois par le président Andrzej Duda le 23 janvier[1],[2].

### Mars
- 1er mars : Dix-neuf personnes sont blessées, dont six enfants, lors d’une attaque à la voiture-bélier à Szczecin. La police écarte la thèse du terrorisme et le suspect souffre de troubles mentaux[3].
- 5 mars : Un soldat est tué et un autre blessé après avoir été renversé par un véhicule à chenilles militaire au terrain d'entraînement de Drawsko à Drawsko Pomorskie, dans la voïvodie de Poméranie occidentale[4].
- 24 mars : Un missile de croisière russe viole l'espace aérien polonais au-dessus d'Oserdów, dans la voïvodie de Lublin, provoquant l'activation d'avions de l'armée de l'air polonaise[5].
- 29 mars : Le président Andrzej Duda signe une loi suspendant la participation du pays au Traité sur les forces armées conventionnelles en Europe. Il oppose également son veto à une loi qui aurait permis aux femmes de 15 ans et plus d'avoir accès sans ordonnance à la pilule du lendemain[6],[7].

### Avril
- 7 avril : Élections locales polonaises 2024 (premier tour) : Le parti d’opposition Droit et Justice arrive en tête des élections locales tandis que la coalition au pouvoir conserve la majorité des voix[8].
- 18 avril : Un ressortissant polonais est arrêté, soupçonné d’avoir recueilli des renseignements à l’aéroport de Rzeszów–Jasionka pour la Russie dans le cadre d’un complot visant à assassiner le président ukrainien Volodymyr Zelensky lors de sa visite dans ce pays, à la suite d’une information des autorités ukrainiennes[9],[10].
- 21 avril :  Élections locales polonaises 2024 (second tour)[11].

### Mai
- 10 mai : Manifestation des fermiers polonais de 2024 (en) : des milliers de manifestants défilent à Varsovie contre les réglementations environnementales de l'Union européenne[12].
- 12 mai : Un incendie se déclare dans le complexe commercial Marywilska 44 (en), dans le quartier de Białołęka à Varsovie, engloutissant la plupart de ses 1 400 magasins et points de service[13].
- 14 mai : Trois mineurs sont tués après l'effondrement d'une partie de la Mine de charbo Mysłowice-Wesoła (en)[14].
- 23 mai : Un tableau du XVIIe siècle de Jan Linsen, qui avait été volé dans le cadre d'un vol de 85 œuvres d'art au musée Westfriesde à Hoorn, aux Pays-Bas, en 2005, est retrouvé dans un appartement de Cracovie[15].
- 28 mai : Un soldat est blessé après avoir été poignardé à la frontière entre la Pologne et la Biélorussie par un migrant qui tentait d’entrer illégalement dans le pays lors d’une patrouille dans la voïvodie de Podlachie. Il décède plus tard de ses blessures le 6 juin[16],[17].
- 29 mai : 
  - Le ministre de La Défense polonaise (en) autorise l'Ukraine à utiliser des armes fournies par la Pologne pour frapper des cibles situées sur le territoire russe[18].
  - Deux gardes-frontières sont blessés lors d'une attaque de migrants le long de la frontière entre la Pologne et la Biélorussie[19].

### Juin
- 9 juin : Élections européennes : la Coalition civique émerge comme le plus grand parti du contingent polonais au Parlement européen[20].

- 10 juin :
  - Une personne est tuée dans une explosion à l'usine d'armement Mesko à Skarżysko-Kamienna[21].

- - La Pologne annonce une « zone interdite » dans la forêt de Białowieża afin d'empêcher les migrants de traverser la frontière depuis la Biélorussie. En réponse, des inquiétudes sont soulevées quant à l'impact potentiel sur le tourisme pendant l'été[22].

- 19 juin :  La Commission européenne réprimande la Belgique, la France, la Hongrie, l'Italie, Malte, la Pologne et la Slovaquie pour avoir enfreint les règles budgétaires[23].

26 juin : Les dirigeants de la Pologne, de la Lituanie, de la Lettonie et de l'Estonie appellent l'Union européenne à construire une ligne de défense de 2,5 milliards d'euros entre eux et la Russie et la Biélorussie pour protéger l'UE des menaces militaires, économiques et liées aux migrants.

### Juillet
- 8 juillet : Le président ukrainien Volodymyr Zelensky déclare que la Pologne peut abattre des missiles russes dans l'espace aérien ukrainien après la signature d'un accord de sécurité à Varsovie[25].

- 11 juillet : Un tremblement de terre de magnitude 3,1 frappe le sud du pays, tuant un mineur et en blessant 17 autres dans la mine de charbon de Rydultowy[26].

- 24 juillet :  Le ministre polonais de la Défense Władysław Kosiniak-Kamysz déclare que la Pologne bloquera la candidature de l'Ukraine à l'Union européenne si elle ne résout pas les problèmes concernant le massacre de Polonais par les nationalistes ukrainiens pendant la Seconde Guerre mondiale, notamment en retrouvant et en enterrant toutes les victimes tuées sur le territoire ukrainien actuel[27].
- 28 juillet : Klaudia Zwolińska gagne une médaille d’argent en Canoë-kayak lors des Jeux olympiques d'été de 2024.

### Août
- 7 août : Aleksandra Mirosław remporte une médaille d’or au Jeux olympiques d'été de 2024 en Escalade.

- 9 août : Le Premier ministre Donald Tusk annonce qu'une enquête de six mois a révélé la dépense illégale de 100 milliards de zlotys (23 milliards d'euros) de fonds publics par le précédent gouvernement Droit et Justice, ce qui a donné lieu à des inculpations contre 62 fonctionnaires[28].
- 10 août : Julia Szeremeta gagne une médaille d’argent en Boxe et l’Équipe de Pologne masculine de volley-ball récupère la médaille d’argent au Volley-ball lors des Jeux olympiques d'été de 2024.
- 11 août : Daria Pikulik décroche la médaille d’argent en Cyclisme aux Jeux olympiques d'été de 2024.

- 24 août : L'Afrique du Sud bloque le transfert de 50 000 obus d'artillerie achetés à la Pologne, invoquant des inquiétudes quant à leur envoi en Ukraine pour être utilisés dans la guerre russo-ukrainienne[29].

- 26 août : Frappe russe en Ukraine du 26 août 2024 (en) : La Pologne affirme qu'un drone est probablement entré dans son espace aérien lors des attaques contre l'Ukraine et que des recherches sont en cours pour retrouver l'objet car il pourrait avoir atterri sur le territoire polonais[30].

- 27 août :
  - Le président ukrainien Volodymyr Zelensky annonce que la Pologne coopérera avec l'Ukraine pour renvoyer les Ukrainiens « qui ont violé la loi, des traîtres, des collaborateurs » en traversant illégalement la frontière polono-ukrainienne afin d'échapper à la conscription dans la guerre russo-ukrainienne[31].
  - Un homme de Gaiki, dans la voïvodie de Basse-Silésie, est arrêté pour avoir enlevé et abusé d'une femme pendant cinq ans[32].

- 29 août : La Commission électorale nationale juge que le parti Droit et Justice a dépensé illégalement 3,6 millions de zlotys (841 000 euros) de fonds publics pour sa campagne aux élections parlementaires polonaises de 2023 et lui ordonne de restituer cette somme. L'instance ordonne également une réduction des subventions gouvernementales versées au parti[33].

### Septembre
- 13 septembre : inondations massives dans le Sud du pays.
- 16 septembre : 5 personnes sont mortes à la suite de la tempête Boris[34].

## Décès

### Janvier
- 1er janvier : Iwona Śledzińska-Katarasińska (en) , 82 ans, femme politique, députée (1991-2023)[35]
- 2 janvier :  Zvi Zamir , 98 ans, officier militaire israélien d’origine polonaise, directeur du Mossad (1968-1974)[36].
- 4 janvier : Emil Polit (en) , 83 ans, peintre[37].
- 5 janvier : Ryszard Karpiński (en) , 88 ans, prélat catholique romain, évêque auxiliaire de Lublin (1985–2011)[38].
- 7 janvier : Mateusz Rutkowski - Sauteur à ski polonais[39].
- 9 janvier : Tadeusz Isakowicz-Zaleski (en) , 67 ans, prêtre catholique romain et dissident politique[40].
- 10 janvier : Janusz Majewski - Réalisateur et scénariste polonais[41].
- 11 janvier : Marek Litewka (en) , 75 ans, acteur ( Camera Buff , The Constant Factor )[42].
- 13 janvier : Romuald Twardowski - Compositeur polonais.
- 19 janvier : Ewa Podleś - Artiste lyrique polonaise.
- 25 janvier : Bat-Sheva Dagan , 98 ans, survivante de l’Holocauste d’origine polonaise et israélienne, éducatrice et auteure[43].

### Février
- 2 février : Marian Pilot, écrivain, journaliste et scénariste
- 13 février : Ludwik Denderys, boxeur

### Mars
- 11 mars : Marian Gołębiewski, évêque catholique

### Avril
- 13 avril : Joanna Dworakowska, joueuse d'échecs

### Mai
- 21 mai : Jan A. P. Kaczmarek, compositeur de musique de film
- 27 mai : Stefan Wojtas, pianiste

### Juin
- 11 juin : Orest Lenczyk, footballeur

### Juillet
- 9 juillet :  Jerzy Stuhr, acteur, metteur en scène de théâtre et cinéaste
- 22 juillet : Andrzej Milczanowski, homme politique
- 29 juillet : Józef Szmidt, athlète spécialiste du triple saut

### Août
- 8 août : Tomasz Lisowicz, coureur cycliste
- 18 août : Franciszek Smuda, footballeur

### Septembre
- 5 septembre : Władysław Słowiński, compositeur et chef d'orchestre
- 15 septembre : Roli Mosimann,  batteur, compositeur et producteur suisso-américain mort en Pologne

### Décembre
- 2 décembre : Lucjan Brychczy, 90 ans, footballeur et entraîneur
- 6 décembre : Stanisław Tym, acteur, metteur en scène de théâtre et cinéaste

## Jours fériés
- 1 janvier : nouvel an (Nowy Rok)
- 6 janvier : Épiphanie (Trzech Króli)
- 31 mars : Pâques (Wielkanoc)
- 1er avril : Lundi de Pâques (Poniedziałek Wielkanocny)
- 1er mai : Fête du travail (Święto Pracy)
- 3 mai : Fête de la Constitution du 3 mai (Święto Konstytucji 3 Maja)
- 19 mai : Pentecôte (Zesłanie Ducha Świętego)
- 30 mai : Fête-Dieu (Boże Ciało)
- 15 août : Assomption (Wniebowzięcie Najświętszej Maryi Panny, Święto Wojska Polskiego)
- 1er novembre : Toussaint (Wszystkich Świętych)
- 11 novembre : Fête de l’Indépendance (Święto Niepodległości), 25 décembre : Noël (Boże Narodzenie)
- 26 décembre : Boxing Day (Drugi Dzień Bożego Narodzenia)[44].